# 穆罗瓦内 (舍普季茨基区)
49°52′48″N 24°05′41″E / 49.88000°N 24.09472°E
穆羅瓦內（烏克蘭語：Муроване）是位於烏克蘭西部的村莊，由利沃夫州舍普季茨基区的貝爾茲市鎮負責管轄。該村面積3.34平方公里，海拔高度209米，2001年人口1106，人口密度每平方公里331.63人。